# 좋지 않은가
〈좋지 않은가〉(ええじゃないか 에에쟈나이카[*])는 쟈니즈WEST의 데뷔 싱글이다.

## 수록곡

### 초회(나니와 사무라이)반
CD
1. ええじゃないか / 좋지 않은가
작사: 이와사키 타카후미, mildsalt / 작곡: 이와사키 타카후미 / 편곡: CHOKKAKU
2. バンザイ夢マンザイ！ / 만세 꿈 만담!
작사: zopp / 작곡: 카와구치 스스무, Joakim Bjornberg, Christofer Erixon / 편곡: CHOKKAKU
3. ええじゃないか（オリジナル・カラオケ）
4. バンザイ夢マンザイ（オリジナル・カラオケ）

DVD
1. 〈나니와 사무라이 헬로 TOKYO!!〉 Digest @ 닛세이 극장 2014.02.05

### 초회(닌쟈니)반
CD
1. ええじゃないか / 좋지 않은가
2. バンザイ夢マンザイ！ / 만세 꿈 만담!
3. ええじゃないか（オリジナル・カラオケ）
4. バンザイ夢マンザイ（オリジナル・カラオケ）

DVD
1. 토크
2. 《닌쟈니 참상! 미래에의 싸움》 오리지널 다이제스트
3. 오프 숏

### 초회(WEST)반
CD
1. ええじゃないか / 좋지 않은가
2. バンザイ夢マンザイ！ / 만세 꿈 만담!
3. ええじゃないか（オリジナル・カラオケ）
4. バンザイ夢マンザイ（オリジナル・カラオケ）

DVD
1. 〈ええじゃないか〉 Music Clip
2. 〈ええじゃないか〉 Making

### 통상반
1. ええじゃないか / 좋지 않은가
2. バンザイ夢マンザイ！ / 만세 꿈 만담!
3. その先へ… / 그 앞에…
작사: Shusui / 작곡: Shusui, 모토야마 세이지 / 편곡: 마루야마 마유코
4. 浪速一等賞！ / 나니와 일등상!
작사: 케리, 아사리 싱고 / 작곡: 아사리 싱고 / 편곡: ha-j

### MY BEST CD반
1. ええじゃないか / 좋지 않은가
2. Rainbow Dream
작사: 케리 / 작곡: TSUKASA / 편곡: 사토 야스마사
3. My Best Friend
작사: 시모지 유 / 작곡: 시미즈 아키오 / 편곡: 이에하라 마사키